# Ponte Nizza
Ponte Nizza (Pont Niza in dialetto oltrepadano) è un comune italiano di 746 abitanti della provincia di Pavia in Lombardia. Si trova nell'Oltrepò Pavese, nella vallata del torrente Staffora alla confluenza con il torrente Nizza che forma una valle laterale.

## Storia
Il comune di Ponte Nizza è stato costituito nel 1928 (21 giugno) unendo a Trebbiano Nizza i comuni di Pizzocorno, San Ponzo Semola e Cecima, che nel 1956 riottenne l'autonomia.

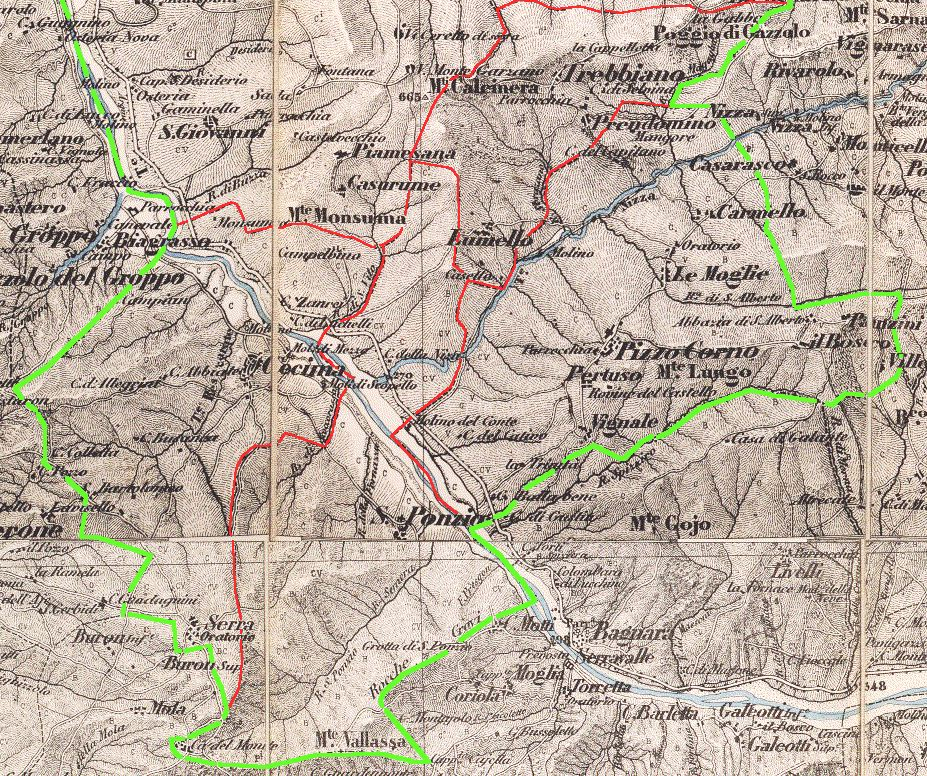
I comuni di Pizzocorno, San Ponzo e Trebbiano nel XIX secolo.

- Trebbiano (CC L350) appartenne al marchesato dei Malaspina fin dalla sua costituzione (diploma imperiale del 1164), e nelle suddivisioni ereditarie rimase ai Malaspina della linea di Oramala e Godiasco. Per motivi non chiari risulta che almeno nel XVII secolo non apparteneva alla giurisdizione di Godiasco, ma costituiva una piccola giurisdizione a sé stante. Si chiamava allora Valle Trebbiana, poi Trebbiano e dal 1863 Trebbiano Nizza.

Uniti con il Bobbiese al Regno di Sardegna nel 1743, in base al Trattato di Worms, entrarono a far parte poi della Provincia di Bobbio. Nel 1801 il territorio è annesso alla Francia napoleonica fino al 1814. Nel 1818 passarono alla provincia di Voghera e nel 1859 alla provincia di Pavia.
Da Ponte Nizza transitava la via del sale lombarda, percorsa da colonne di muli che percorrendo il fondo valle raggiungevano Genova attraverso il passo del Giovà e il monte Antola.

### Simboli
Lo stemma e il gonfalone sono stati concessi con decreto del presidente della Repubblica del 4 maggio 1983.
Le vette indicano i tre nuclei originali da cui è costituito il paese: Trebbiano Nizza, San Ponzo Semola e Pizzocorno; il ponte è un'arma parlante che ricorda il nome del paese. Il fiume rappresenta il torrente Nizza e la sorgente d'acqua che avrebbe proprietà curative; i pesci simboleggiano la salubrità dell'acqua. Nel capo dello scudo è rappresentato in forma stilizzata il campanile dell'eremo di Sant'Alberto di Butrio. Il ramo di spino secco è simbolo della famiglia Malaspina.
Il gonfalone è un drappo partito di giallo e di rosso.

## Monumenti e luoghi d'interesse

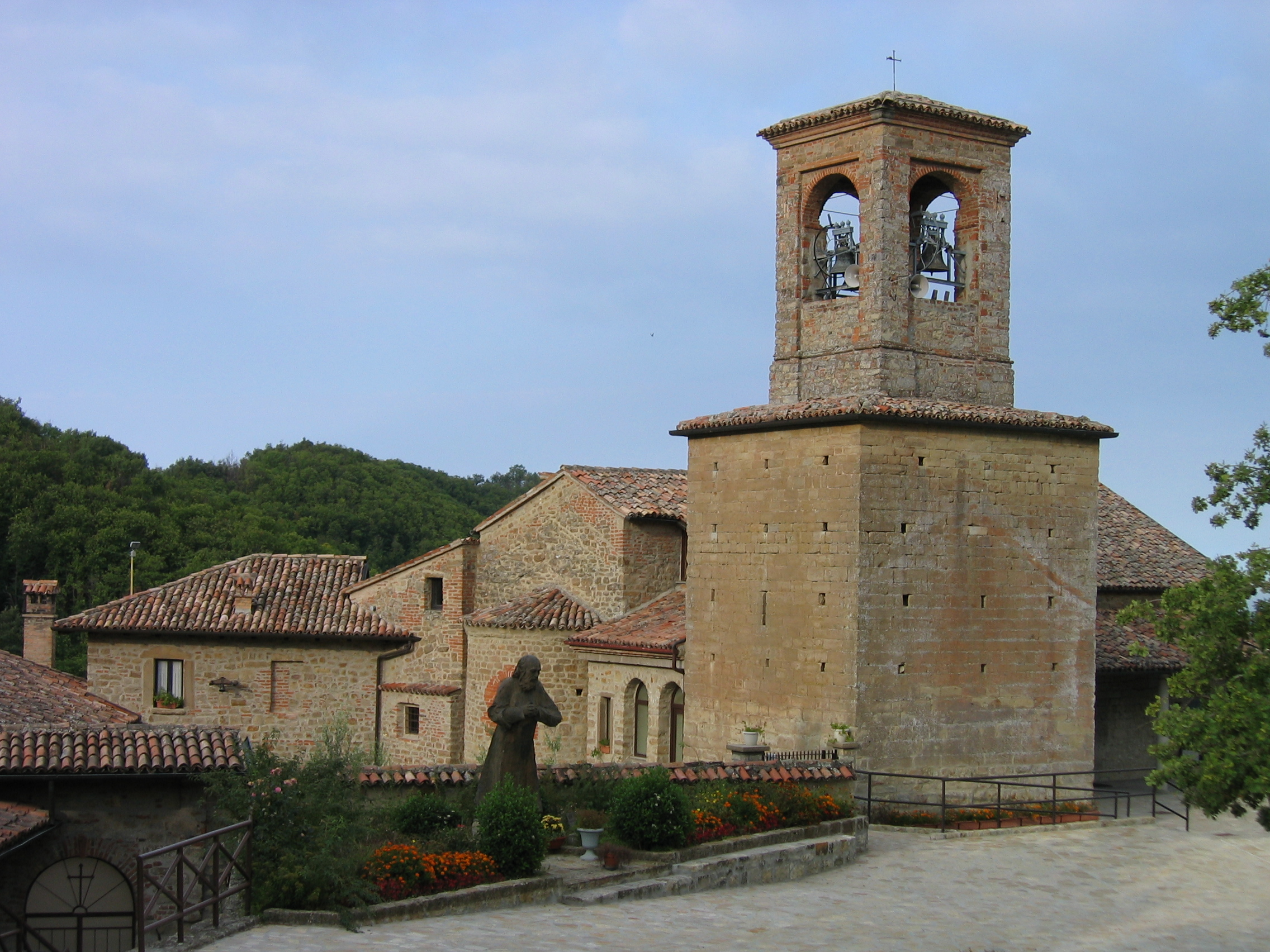
L'eremo di Sant'Alberto

- Nel territorio comunale si trova l'eremo di Sant'Alberto di Butrio.
- Nella frazione San Ponzo Semola sono situate le Grotte di San Ponzo.
- A poca distanza dall'eremo di S. Alberto di Butrio si trova la località Carmelo con case in sasso, testimonianza dell'antica civiltà contadina dell'Oltrepò Pavese, che sono in fase di ristrutturazione nel centro storico.

## Società

### Evoluzione demografica
Abitanti censiti

### Istituzioni, enti e associazioni
In località Rossago è nata nel 2002, dalla collaborazione tra la fondazione Genitori per l'autismo e l'Università di Pavia, Cascina Rossago, la prima farm community italiana per adulti affetti da autismo sede ufficiale del progetto Orchestra Invisibile.

## Cultura
Questo paese fa parte del territorio culturalmente omogeneo delle Quattro Province (Alessandria, Genova, Pavia, Piacenza), caratterizzato da usi e costumi comuni e da un importante repertorio di musiche e balli molto antichi. Strumento principe di questa zona è il piffero appenninico che accompagnato dalla fisarmonica, e un tempo dalla müsa (cornamusa appenninica), guida le danze e anima le feste.

## Amministrazione

### Comunità montane
Fa parte della fascia collinare della Comunità Montana Oltrepò Pavese.

## Infrastrutture e trasporti
È attraversata dalla Strada statale 461 del Passo del Penice, che collega Voghera a Bobbio, nel piacentino.
La stazione di Ponte Nizza e la fermata di San Ponzo Semola sorgevano lungo la ferrovia Voghera-Varzi, attiva fra il 1931 e il 1966.